# پولنی وودیرادی
پولنی وودیرادی (به چکی: Polní Voděrady) یک منطقهٔ مسکونی در جمهوری چک است که در ناحیه کولین واقع شده‌است. پولنی وودیرادی ۴٫۰۶ کیلومتر مربع مساحت و ۱۵۱ نفر جمعیت دارد.